# PC-FXGA
PC-FXGA（ピーシーエフエックスジーエー）は、日本電気ホームエレクトロニクス（NECホームエレクトロニクス）より発売されたPC-FX上位互換のパソコン用拡張ボード。GAはゲームアクセラレータ（英語: Game Accelerator）の意。
別売の開発環境（GMAKERスタータキット）により、ユーザーがプログラムを自作することも可能だった。

## 概要
1995年12月8日に「ゲームアクセラレータボード PC-FXGA」の商品名でPC-9800シリーズ（Cバス）用が発売され、1996年6月28日にDOS/V（フルサイズISAバス）用も発売された。1995年3月17日に98CanBe専用に発売されたPC-FXボード（型番:FX-98IF）とは別物である。Cバス用は98CanBe以外のPC-9821シリーズ・PC-9801シリーズでも動作する（PC-FXボードも98CanBe以外で動作可能）。標準価格は46,000円（税別）だったが、後に秋葉原などで投売りされていた。
パソコンのCD-ROMドライブを使用してPC-FX・PC-FXGA用ゲームソフトがプレイできる。MS-DOSのコマンドプロンプトから専用ソフトを起動することで、CD-ROMドライブを占有して動作する。PC-FXGAの動作中は基本的にPCの操作はできない（ユーザー開発ソフトを用いた場合、Windows 9x環境では操作可になる場合もある）。ゲーム画面の表示出力はS端子またはビデオ端子でRGB出力には対応しない。
ゲームのセーブデータはパソコンのディスクメディア（フロッピーディスクまたはハードディスク）にファイル（バックアップメモリファイル）で保存される。PC-FX用のPC-FX バックアップメモリパックは使用できないため、PC-FXとの間でセーブデータを交換することはできない。
PC-FX・PC-FXボードには非搭載の3DCG表示用チップ・HuC6273が搭載され、自作プログラムから利用することができる。
PC-FXGA専用CD-ROM（「SAMEGAME FX」収録）とアマチュア提供CD-ROM（3DCGアニメーション制作入門ツール「DOGAGINIE1（ドーガジニー1）」などを収録）が付属する。
PC-9800シリーズ用（Cバス用）は消費電力が10Wと大きいため、他の拡張スロットに拡張カードを挿していると本体の動作に影響が出ることがある。PC-9800シリーズ用の取扱説明書には、電源容量確保のため拡張スロットを2スロット使用する旨が記載されており、本製品を装着するスロット以外に1スロットを空ける必要がある。ただしPC-9821Cb、PC-9821Cb2などの対応機種であれば、Cバスが1スロットしか無い機種でも使用可能である。電源はCバスから供給されるDC5Vと付属ACアダプタから供給されるDC13.5Vで賄われている。

## 仕様
以下はPC-9800シリーズ用PC-FXGAのもの
- CPU：32ビットRISCプロセッサ V810 （μPD70732GD-25）21.475MHz
- メインRAM：2MB
- VRAM：2.625MB
- ROM：1MB
- 表示色数：最大1677万色
- 映像信号：NTSC方式
- 映像出力：S映像出力×1、ビデオ出力×1
- 音声端子：AUDIO IN×1、AUDIO OUT×1
- 音声特性：周波数特性 20Hz - 20kHz
- 使用電源：DC5V（パソコンから供給）、DC IN 13.5V（付属ACアダプタ：PPAD-1から供給）
- 消費電力：10W
- 重量：約400g（本体）、約200g（PC-FX専用パッド）

## 動作環境

### PC-9800シリーズ用
- 対応機種：PC-9800シリーズ（CPUにi486SX 33MHz以上を搭載したもの）、PC-H98シリーズは未対応
- HDD容量：200KB以上の空きエリア
- CD-ROM：データ転送速度が300KB/Sec以上のもの（2倍速以上）、ただしファイルスロット接続タイプは除く[3]
- SCSIボード：PC-9801-92、PC-9821-E10または同等品[4]
- ディスプレイ：ビデオ入力端子、Sビデオ入力端子付のテレビ、またはディスプレイ
  - CanBeシリーズ（PC-9821Cb、PC-9821Cx、Cf、Cb2、Cx2）ではCanBeシリーズのディスプレイで利用可能（ただしPC-9821Cb2/B、Cx2/S15B、Cx2/S17Bは除く[5]）
- 対応OS：日本語MS-DOS Ver3.3以上、日本語MS-DOS CD-ROM Extensions（英語版） Ver2.2以上

### DOS/V用
- 対応機種：IBM PC/AT互換機でフルサイズのISAバススロットを持つ機種
- CPU：i486SX 33MHz以上（i486DX4 100MHz以上を推奨）
- メモリ：640KB以上
- HDD容量：200KB以上の空きエリア
- CD-ROM：データ転送速度が300KB/Sec（2倍速）以上（600KB/Sec（4倍速）以上を推奨）
- 対応OS：MS-DOS 6.2/V、PC DOS J6.3/V、Windows 95（MS-DOSモード）、CD-ROM Extensions Ver2.2以上

## 搭載チップ

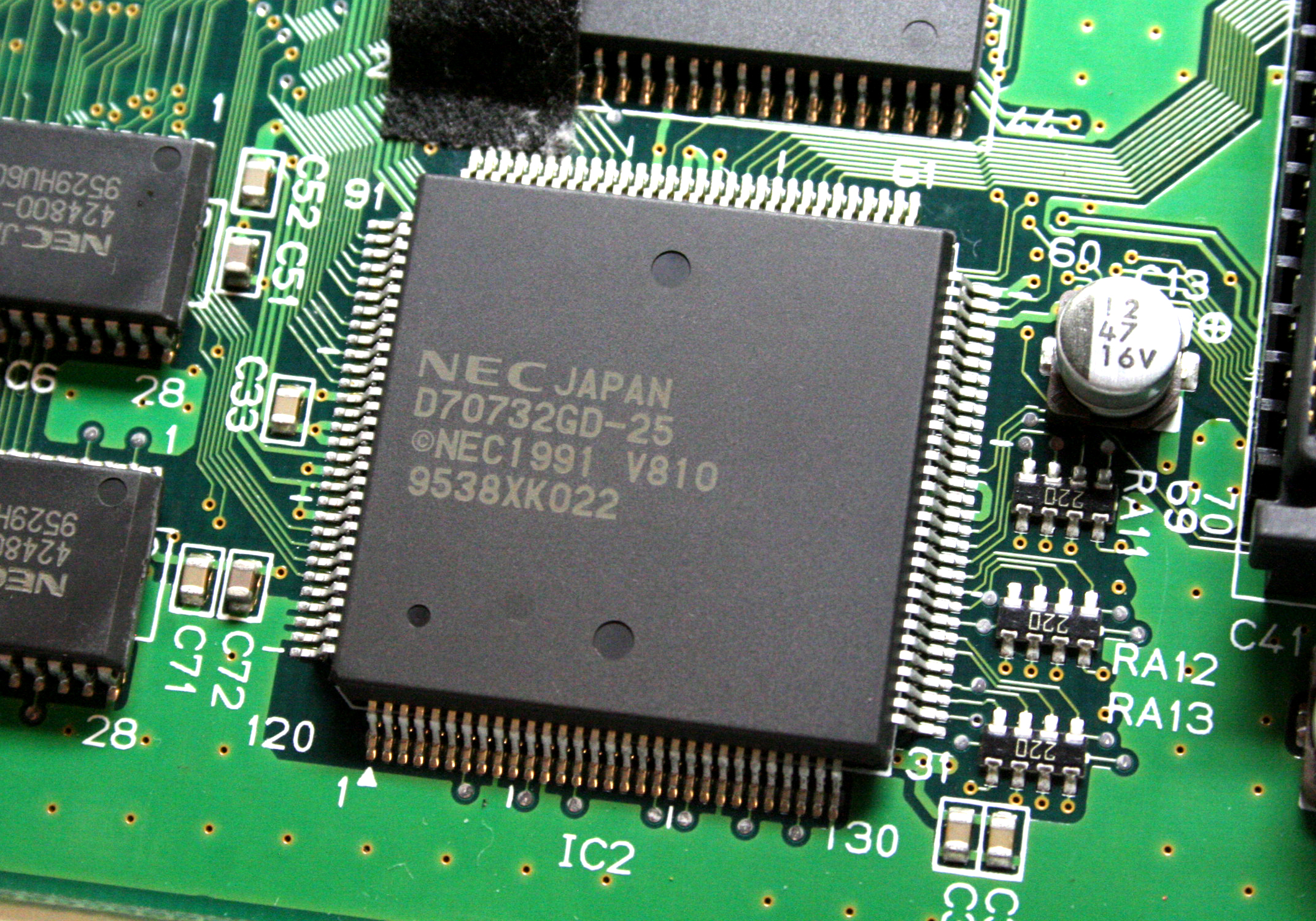
V810 CPU uPD70732GD-25
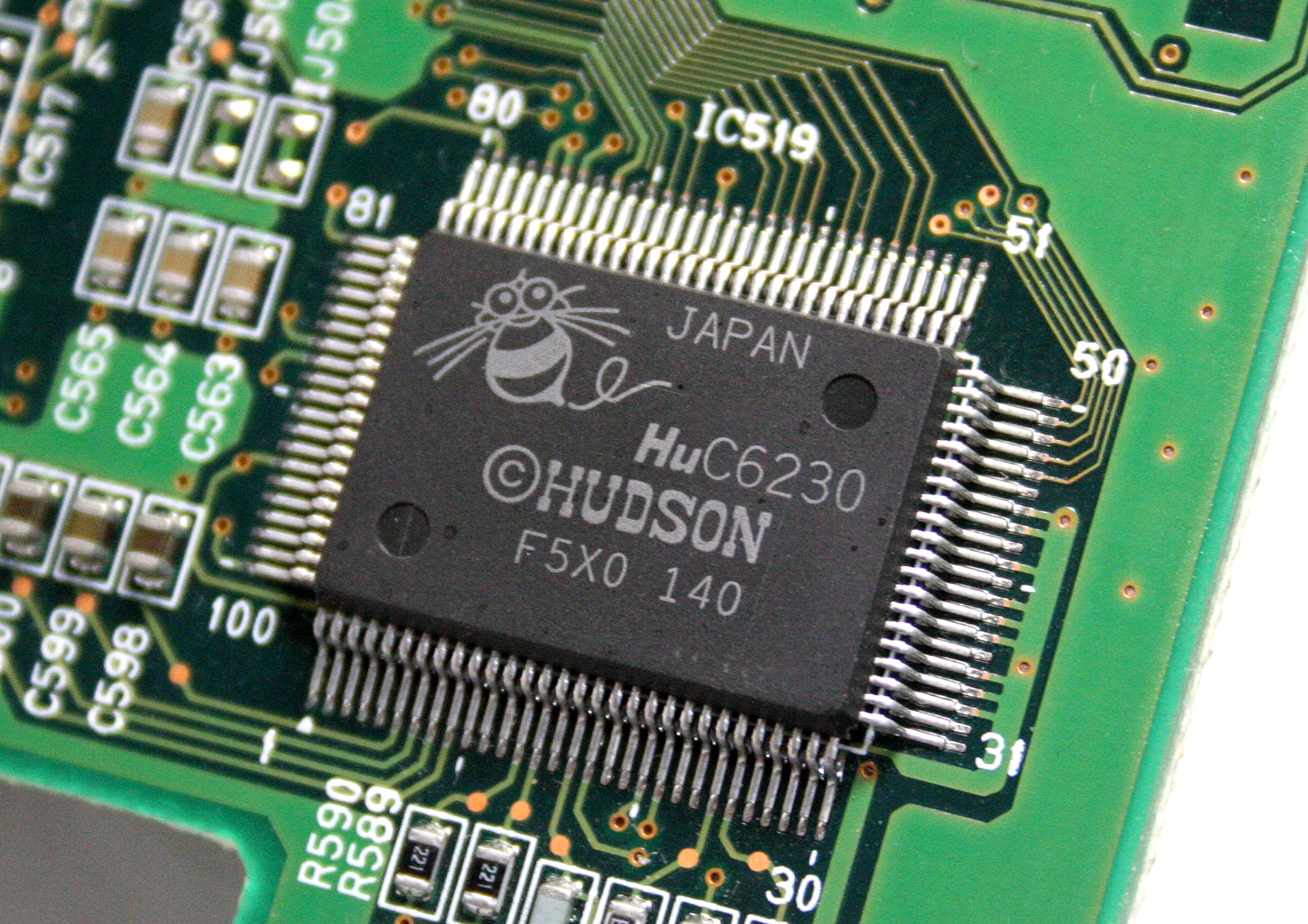
HuC6230 音源チップ ADPCM+波形メモリ
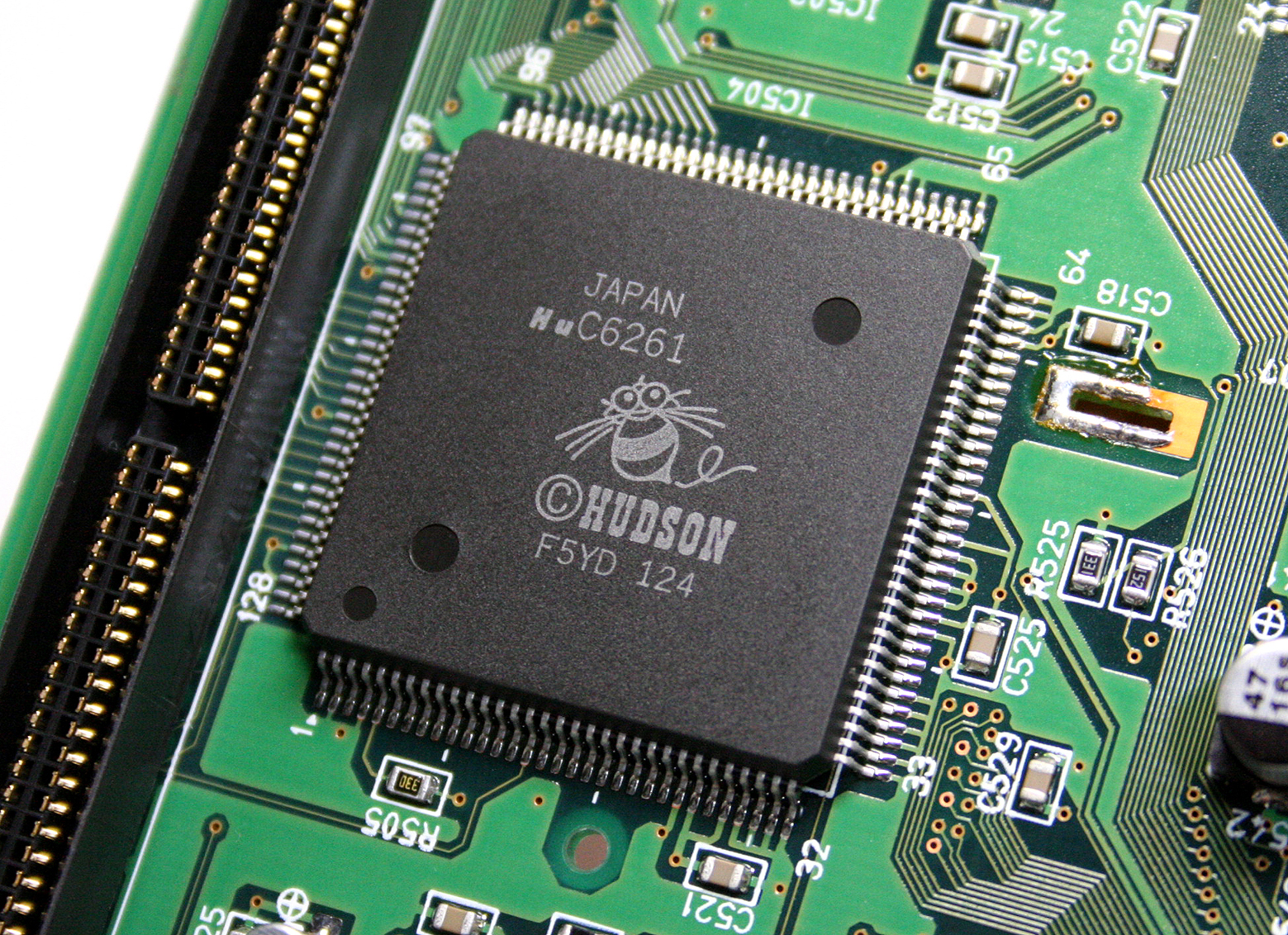
HuC6261 画像合成／カラーエンコーダ
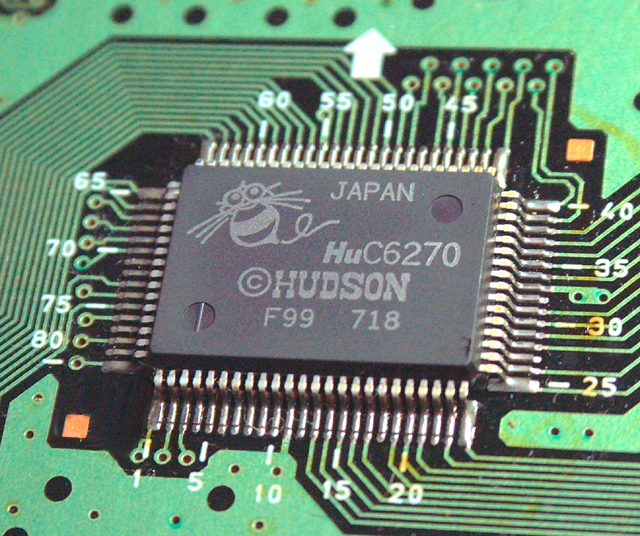
HuC6270 VDC (Video Display Controller) ※2個搭載、画像はPCエンジンに実装されていたもの
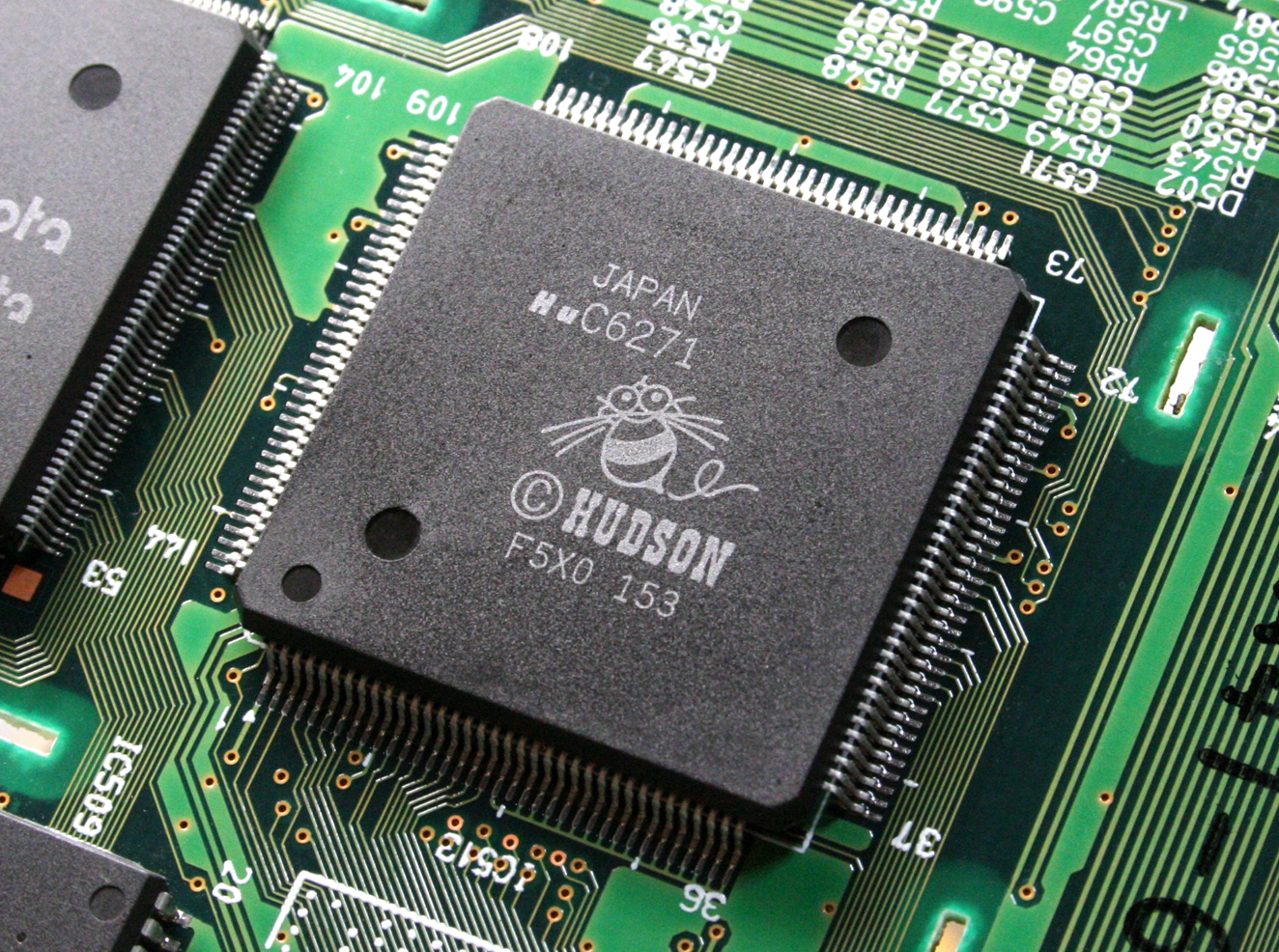
HuC6271 Motion JPEGデコーダ
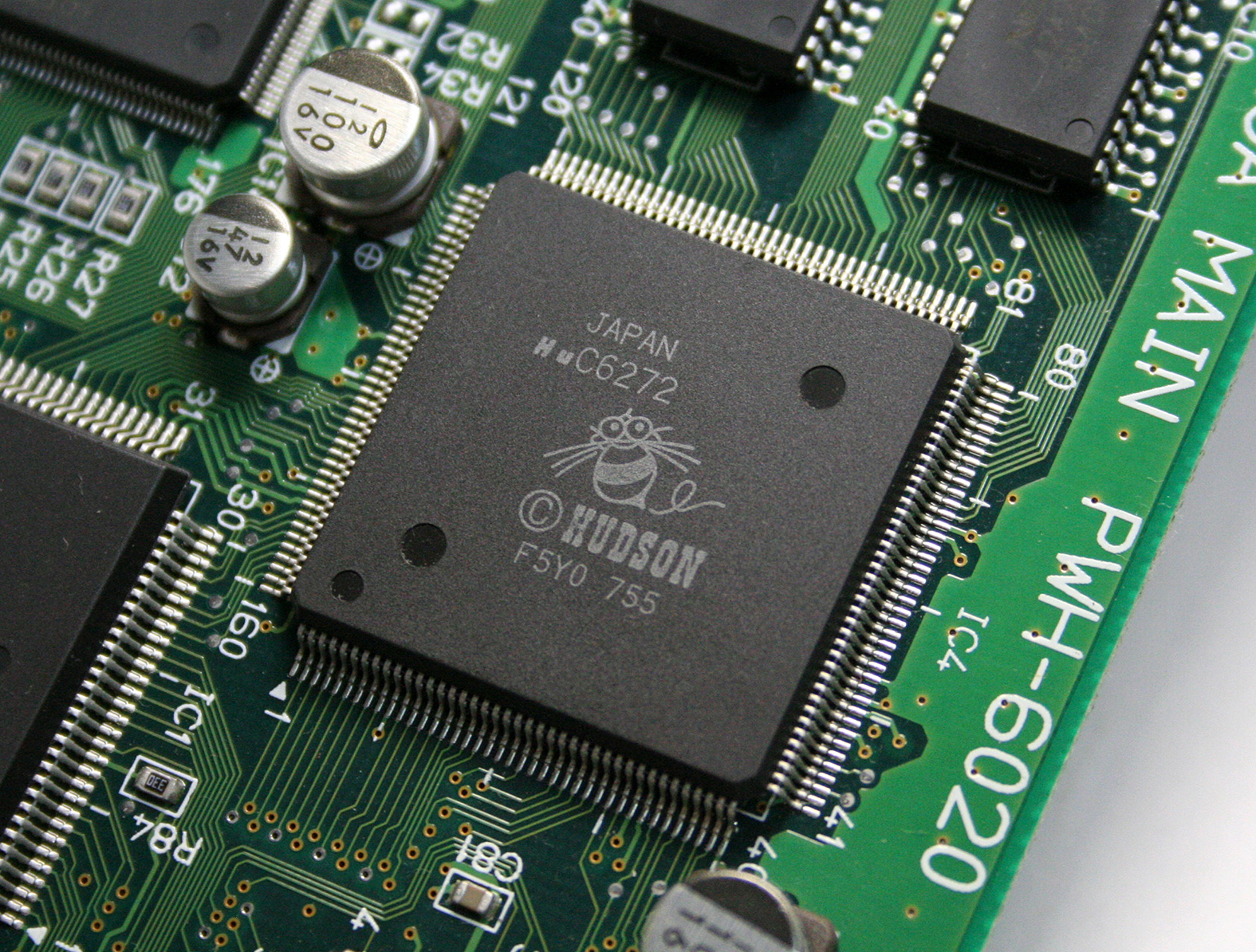
HuC6272 メモリコントローラ
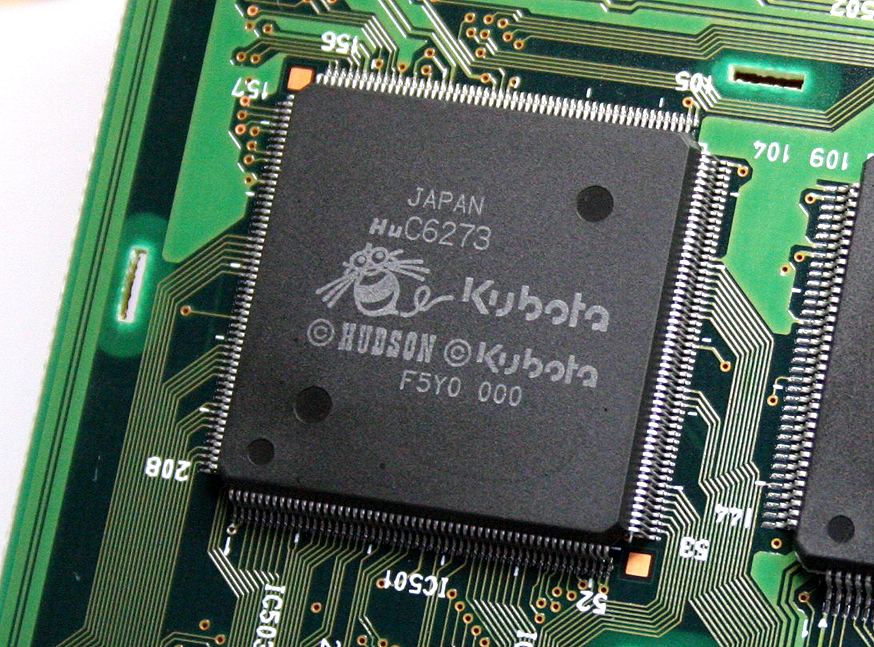
HuC6273 3D表示用チップ

## 専用ソフト（別売）
- んーにゅー - 3Dアクションゲーム。パッケージは書籍の形態をしており（CD-ROM付きムック本）、流通においても書籍の経路を用いられていたために極めて少部数しか流通していない。
- GMAKERスタータキット - 開発環境。FC-FX、PC-FXGA用ゲームをC言語で開発するためのオーサリングソフト（PC-FXGAキャンペーンセットには同梱）。言語ツール、デバッガ、ファイルコンバータ等の基本ツールを収録する。
- GMAKERスタータキットプラス - GMAKERスタータキットに追加する形で開発環境を強化する。SCSIドライバ、CDエミュレータ、アセンブラ、ライブラリ、グラフィックエディタ等を収録する。

## その他
PC-FXの互換品としてみた場合、PC-FXのものよりも高速なCD-ROMドライブが使える、ユーザー開発ソフトを用いてPCのメモリをCD-ROMのキャッシュとして利用することができる（外部リンクのPC-FXGA快適化計画を参照）、セーブデータを多数保存することができるなどの長所が多いが、その反面、ビデオ出力のみのため、ゲーム画面をPCのRGBディスプレイに直接表示させることができない（CanBeの一部機種では、専用ソフトによるPC-FXGA起動時にビデオ入力に切り替えることができた）、コントローラ等のコネクタがPCの背面になる（PC-98用のみ）などの問題もあった。

## 参考資料
- 『ゲームアクセラレータボード PC-FXGA取扱説明書』（PC-9800シリーズ用）、日本電気ホームエレクトロニクス